# Angelo Joseph Rossi
Angelo Joseph Rossi (Volcano, 22 de janeiro de 1878 - São Francisco, 5 de abril de 1948) foi o 31º prefeito de São Francisco. Ele foi o primeiro prefeito de descendência italiana de uma grande cidade dos Estados Unidos.